# مایکل کانینگهام (بازیکن فوتبال، زاده۱۹۹۱)
مایکل کانینگهام (انگلیسی: Michael Cunningham؛ زادهٔ ۵ فوریهٔ ۱۹۹۱) بازیکن فوتبال است.